# Ludmiła Żurawlowa
| Odkryte planetoidy: 213 | Odkryte planetoidy: 213 |
| ----------------------- | ----------------------- |
| (1858) Lobachevskij     | 18 sierpnia 1972        |
| (1859) Kovalevskaya     | 4 września 1972         |
| (1909) Alekhin          | 4 września 1972         |
| (1910) Mikhailov        | 8 października 1972     |
| (1959) Karbyshev        | 14 lipca 1972           |
| (2015) Kachuevskaya     | 4 września 1972         |
| (2098) Zyskin           | 18 sierpnia 1972        |
| (2130) Evdokiya         | 22 sierpnia 1974        |
| (2173) Maresjev         | 22 sierpnia 1974        |
| (2188) Orlenok          | 28 października 1976    |
| (2233) Kuznetsov        | 3 grudnia 1972          |
| (2283) Bunke            | 26 września 1974        |
| (2310) Olshaniya        | 26 września 1974        |
| (2374) Vladvysotskij    | 22 sierpnia 1974        |
| (2423) Ibarruri         | 14 lipca 1972           |
| (2475) Semenov          | 8 października 1972     |
| (2562) Chaliapin        | 27 marca 1973           |
| (2576) Yesenin          | 17 sierpnia 1974        |
| (2702) Batrakov         | 26 września 1978        |
| (2720) Pyotr Pervyj     | 6 września 1972         |
| (2740) Tsoj             | 26 września 1974        |
| (2760) Kacha            | 8 października 1980     |
| (2768) Gorky            | 6 września 1972         |
| (2771) Polzunov         | 26 września 1978        |
| (2850) Mozhaiskij       | 2 października 1978     |
| (2890) Vilyujsk         | 26 września 1978        |
| (2979) Murmansk         | 2 października 1978     |
| (3039) Yangel           | 26 września 1978        |
| (3067) Akhmatova        | 14 października 1982    |
| (3074) Popov            | 24 grudnia 1979         |
| (3095) Omarkhayyam      | 8 września 1980         |
| (3108) Lyubov           | 18 sierpnia 1972        |
| (3157) Novikov          | 25 września 1973        |
| (3190) Aposhanskij      | 26 września 1978        |
| (3214) Makarenko        | 2 października 1978     |
| (3231) Mila             | 4 września 1972         |
| (3260) Vizbor           | 20 września 1974        |
| (3376) Armandhammer     | 21 października 1982    |
| (3410) Vereshchagin     | 26 września 1978        |
| (3442) Yashin           | 2 października 1978     |
| (3511) Tsvetaeva        | 14 października 1982    |
| (3547) Serov            | 2 października 1978     |
| (3558) Shishkin         | 26 września 1978        |
| (3566) Levitan          | 24 grudnia 1979         |
| (3586) Vasnetsov        | 26 września 1978        |
| (3587) Descartes        | 8 września 1981         |
| (3600) Archimedes       | 26 września 1978        |
| (3616) Glazunov         | 3 maja 1984             |
| (3622) Ilinsky          | 29 września 1981        |
| (3624) Mironov          | 14 października 1982    |
| (3655) Eupraksia        | 26 września 1978        |
| (3657) Ermolova         | 26 września 1978        |
| (3662) Dezhnev          | 8 września 1980         |
| (3724) Annenskij        | 23 grudnia 1979         |
| (3771) Alexejtolstoj    | 20 września 1974        |
| (3803) Tuchkova         | 2 października 1981     |
| (3863) Gilyarovskij     | 26 września 1978        |
| (3889) Menshikov        | 6 września 1972         |
| (3925) Tret'yakov       | 19 września 1977        |
| (3930) Vasilev          | 25 października 1982    |
| (3940) Larion           | 27 marca 1973           |
| (3964) Danilevskij      | 12 września 1974        |
| (3969) Rossi            | 9 października 1978     |
| (3971) Voronikhin       | 23 grudnia 1979         |
| (4005) Dyagilev         | 8 października 1972     |
| (4032) Chaplygin        | 22 października 1985    |
| (4053) Cherkasov        | 2 października 1981     |
| (4070) Rozov            | 8 września 1980         |
| (4086) Podalirius       | 9 listopada 1985        |
| (4118) Sveta            | 15 października 1982    |
| (4144) Vladvasil'ev     | 28 września 1981        |
| (4145) Maximova         | 29 września 1981        |
| (4166) Pontryagin       | 26 września 1978        |
| (4167) Riemann          | 2 października 1978     |
| (4214) Veralynn         | 22 października 1987    |
| (4303) Savitskij        | 25 września 1973        |
| (4311) Zguridi          | 26 września 1978        |
| (4363) Sergej           | 2 października 1978     |
| (4366) Venikagan        | 24 grudnia 1979         |
| (4430) Govorukhin       | 26 września 1978        |
| (4434) Nikulin          | 8 września 1981         |
| (4524) Barklajdetolli   | 8 września 1981         |
| (4729) Mikhailmil'      | 8 września 1980         |
| (4740) Veniamina        | 22 października 1985    |
| (4778) Fuss             | 9 października 1978     |
| (4787) Shul'zhenko      | 6 września 1986         |
| (4811) Semashko         | 25 września 1973        |
| (4870) Shcherban'       | 25 października 1989    |
| (4936) Butakov          | 22 października 1985    |
| (4992) Kálmán           | 25 października 1982    |
| (5096) Luzin            | 5 września 1983         |
| (5101) Akhmerov         | 22 października 1985    |
| (5301) Novobranets      | 20 września 1974        |
| (5304) Bazhenov         | 2 października 1978     |
| (5412) Rou              | 25 września 1973        |
| (5419) Benua            | 29 września 1981        |
| (5421) Ulanova          | 14 października 1982    |
| (5495) Rumyantsev       | 6 września 1972         |
| (5544) Kazakov          | 2 października 1978     |
| (5545) Makarov          | 1 listopada 1978        |
| (5572) Bliskunov        | 26 września 1978        |
| (5681) Bakulev          | 15 września 1990        |
| (5781) Barkhatova       | 24 września 1990        |
| (5809) Kulibin          | 4 września 1987         |
| (5994) Yakubovich       | 29 września 1981        |
| (6082) Timiryazev       | 21 października 1982    |
| (6162) Prokhorov        | 25 września 1973        |
| (6220) Stepanmakarov    | 26 września 1978        |
| (6631) Pyatnitskij      | 4 września 1983         |
| (6681) Prokopovich      | 6 września 1972         |
| (6682) Makarij          | 25 września 1973        |
| (6719) Gallaj           | 16 października 1990    |
| (6754) Burdenko         | 28 października 1976    |
| (6954) Potemkin         | 4 września 1987         |
| (6955) Ekaterina        | 25 września 1987        |
| (7161) Golitsyn         | 25 października 1982    |
| (7223) Dolgorukij       | 14 października 1982    |
| (7224) Vesnina          | 15 października 1982    |
| (7268) Chigorin         | 3 października 1972     |
| (7278) Shtokolov        | 22 października 1985    |
| (7320) Potter           | 2 października 1978     |
| (7381) Mamontov         | 8 września 1981         |
| (7382) Bozhenkova       | 8 września 1981         |
| (7413) Galibina         | 24 września 1990        |
| (7555) Venvolkov        | 28 września 1981        |
| (7736) Nizhnij Novgorod | 8 września 1981         |
| (7858) Bolotov          | 26 września 1978        |
| (7913) Parfenov         | 9 października 1978     |
| (7950) Berezov          | 28 września 1992        |
| (7979) Pozharskij       | 26 września 1978        |
| (8088) Australia        | 23 września 1990        |
| (8134) Minin            | 26 września 1978        |
| (8145) Valujki          | 5 września 1983         |
| (8151) Andranada        | 12 sierpnia 1986        |
| (8181) Rossini          | 28 września 1992        |
| (8332) Ivantsvetaev     | 14 października 1982    |
| (8471) Obrant           | 5 września 1983         |
| (8477) Andrejkiselev    | 6 września 1986         |
| (8498) Ufa              | 15 września 1990        |
| (8612) Burov            | 26 września 1978        |
| (8982) Oreshek          | 25 września 1973        |
| (9014) Svyatorichter    | 22 października 1985    |
| (9017) Babadzhanyan     | 2 października 1986     |
| (9034) Oleyuria         | 26 sierpnia 1990        |
| (9156) Malanin          | 15 października 1982    |
| (9514) Deineka          | 27 września 1973        |
| (9533) Aleksejleonov    | 28 września 1981        |
| (9567) Surgut           | 22 października 1987    |
| (9612) Belgorod         | 4 września 1992         |
| (9741) Solokhin         | 22 października 1987    |
| (9838) Falz-Fein        | 4 września 1987         |
| (9848) Yugra            | 26 sierpnia 1990        |
| (9914) Obukhova         | 28 października 1976    |
| (10014) Shaim           | 26 września 1978        |
| (10016) Yugan           | 26 września 1978        |
| (10261) Nikdollezhal'   | 22 sierpnia 1974        |
| (10266) Vladishukhov    | 26 września 1978        |
| (10313) Vanessa-Mae     | 26 sierpnia 1990        |
| (10504) Doga            | 22 października 1987    |
| (10675) Kharlamov       | 1 listopada 1978        |
| (10684) Babkina         | 8 września 1980         |
| (10711) Pskov           | 15 października 1982    |
| (10728) Vladimirfock    | 4 września 1987         |
| (10729) Tsvetkova       | 4 września 1987         |
| (11268) Spassky         | 22 października 1985    |
| (11445) Fedotov         | 26 września 1978        |
| (11446) Betankur        | 9 października 1978     |
| (11791) Sofiyavarzar    | 26 września 1978        |
| (11792) Sidorovsky      | 26 września 1978        |
| (11793) Chujkovia       | 2 października 1978     |
| (11826) Yurijgromov     | 25 października 1982    |
| (12191) Vorontsova      | 9 października 1978     |
| (12199) Sohlman         | 8 października 1980     |
| (12704) Tupolev         | 24 września 1990        |
| (12978) Ivashov         | 26 września 1978        |
| (12979) Evgalvasil'ev   | 26 września 1978        |
| (13010) Germantitov     | 29 sierpnia 1986        |
| (13046) Aliev           | 31 sierpnia 1990        |
| (13049) Butov           | 15 września 1990        |
| (13923) Peterhof        | 22 października 1985    |
| (14318) Buzinov         | 26 września 1978        |
| (14349) Nikitamikhalkov | 22 października 1985    |
| (14819) Nikolaylaverov  | 25 października 1982    |
| (15203) Grishanin       | 26 września 1978        |
| (15220) Sumerkin        | 28 września 1981        |
| (15231) Ehdita          | 4 września 1987         |
| (15258) Alfilipenko     | 15 września 1990        |
| (16419) Kovalev         | 24 września 1987        |
| (18295) Borispetrov     | 2 października 1978     |
| (18321) Bobrov          | 25 października 1982    |
| (20965) Kutafin         | 26 września 1978        |
| (22276) Belkin          | 21 października 1982    |
| (22253) Sivers          | 26 września 1978        |
| (23411) Bayanova        | 26 września 1978        |
| (23436) Alekfursenko    | 21 października 1982    |
| (24602) Mozzhorin       | 3 października 1972     |
| (24611) Svetochka       | 26 września 1978        |
| (24637) Ol'gusha        | 8 września 1981         |
| (24697) Rastrelli       | 24 września 1990        |
| (26795) Basilashvili    | 26 września 1978        |
| (27659) Dolsky          | 26 września 1978        |
| (27660) Waterwayuni     | 2 października 1978     |
| (30724) Peterburgtrista | 26 września 1978        |
| (30725) Klimov          | 26 września 1978        |
| (30821) Chernetenko     | 15 września 1990        |
| (32766) Voskresenskoe   | 21 października 1982    |
| (32768) Alexandripatov  | 5 września 1983         |
| (32807) Quarenghi       | 24 września 1990        |
| (35053) Rojyurij        | 25 października 1982    |
| (42479) Tolik           | 28 września 1981        |
| (46539) Viktortikhonov  | 24 października 1982    |
| (65637) Tsniimash       | 14 listopada 1979       |
| (69262) 1986 PV6        | 12 sierpnia 1986        |
| 1. 2.                   |                         |

Ludmiła Wasiljewna Żurawlowa (ros. Людмила Васильевна Журавлёва, ukr. Людмила Василівна Журавльова; ur. 22 maja 1946) – radziecka i ukraińska astronom. Pracownik Krymskiego Obserwatorium Astrofizycznego.
W latach 1972–1992 odkryła 213 planetoid (200 samodzielnie oraz 13 wspólnie z innymi astronomami). W uznaniu jej zasług jedną z planetoid nazwano (26087) Zhuravleva.